# Jimmy Vasser
Jimmy Vasser (Canoga Park, California, Estados Unidos, 20 de noviembre de 1965) es un piloto de automovilismo de velocidad y actualmente dueño del equipo KV Racing de la IndyCar Series. Obtuvo el título de campeón de la CART World Series en el año 1996.
Vasser consiguió diez victorias y 33 podios en la CART. Por su parte, resultó cuarto en las 500 Millas de Indianápolis de 1994 y 2001.

## Primeros años en el automovilismo
Con 22 años de edad, Vasser fue campeón de la Fórmula Ford del Sports Car Club of America en 1987. Al año siguiente participó del Desafío Corvette. En 1989 y 1990, Vasser compitió en la Fórmula 2000 Canadiense. También corrió en 1990 en la Fórmula Atlantic, venciendo en el Desafío Este/Oeste de 1990. Se mantuvo en esa categoría en 1991, resultando subcampeón con seis victorias.
Vasser debutó en la CART en el Gran Premio de Surfers Paradise de 1992 compitiendo para el equipo Hayhoe/Cole. Finalizó tres de las doce carreras que largó, con un tercer puesto en la tercera fecha en Long Beach como mejor resultado. En 1993 obtuvo su primer podio, un tercer puesto en Phoenix, y concluyó el año en 16º lugar.
En las cuatro primeras fechas de la temporada 1994, Vasser consiguió dos cuartos lugares (uno de ellos en las 500 millas de Indianápolis) y una quinta colocación. Luego puntuó en apenas dos carreras adicionales y acumuló cinco abandonos consecutivos, lo que le significó quedar 15º en la tabla final.

## CART: Chip Ganassi Racing (1995-2000)
Para 1995, Vasser se unió al equipo Chip Ganassi Racing. Tras una racha de cinco abandonos consecutivos a principios de temporada, el estadounidense logró dos segundos puestos (Detroit y Portland), dos terceros (Road America y Cleveland) y un octavo lugar absoluto. Vasser ganó cuatro de las seis primeras carreras de 1996 (Homestead, Surfers Paradise, Long Beach y las U. S. 500 en Michigan). Sin volver a vencer, el estadounidense fue administrando el margen puntos con respecto al resto de los pilotos y finalmente conquistó el cetro.
El compañero de equipo de Vasser y Novato del Año 1996, Alessandro Zanardi, fue bicampeón 1997-1998 de la CART. Por su parte, el estadounidense fue tercero en 1997 con una victoria en Laguna Seca, dos segundos lugares y dos terceros; y subcampeón en 1998 con tres triunfos (Nazareth, Milwaukee Mile y Fontana), cinco segundas posiciones y tres terceras.
Frente a un Novato del Año 1999 y campeón de la CART, Juan Pablo Montoya, Vasser quedó noveno en esa temporada con dos terceros lugares y tres cuartos como mejores actuaciones. En su última temporada como piloto de Ganassi (2000), ganó el Gran Premio de Houston, fue segundo en el óvalo de Río de Janeiro y terminó el año en la sexta colocación.

## CART: Otros equipos (2001-2003)
Acompañado por Roberto Moreno en el equipo Patrick Racing, Vasser cosechó una cuarta colocación y cuatro quintas en 2001, resultando 12º en el clasificador final. Habiendo pasado a Team Rahal para 2002, volvió a visitar el podio: fue segundo en Long Beach, tercero en Miami y ganador por última vez como piloto en Fontana. Ese año quedó sexto en la tabla final, empatado con Kenny Bräck en cantidad de puntos, victorias, segundos y terceros puestos.
Vasser se unió en 2003 al equipo American Spirit Team Johannson recién creado por el expiloto sueco Stefan Johannson. Llegó cuarto en dos carreras, tercero en la fecha final en Surfers Paradise y concluyó la temporada 11º.

## Champ Car: PKV Racing (2004-2008)
En 2004, Vasser se convirtió en copropietario del equipo PKV Racing de Champ Car (sucesora de la CART) junto con Dan Pettit y Kevin Kalkhoven. Pilotando para el mismo, terminó segundo en Toronto y octavo en el campeonato. Con dos terceros puestos en Las Vegas y Surfers Paradise, Vasser resultó sexto en la temporada 2005.
Tras competir en la primera fecha de la temporada 2006 en Long Beach, Vasser se retiró como piloto. Sin embargo, retornó en 2008 para disputar la carrera de despedida de la Champ Car: el Gran Premio de Long Beach de 2008.

## Otras categorías
Durante la era del enfrentamiento entre la Champ Car y la IndyCar Series, Vasser disputó las 500 millas de Indianápolis en cuatro ocasiones: para el equipo Ganassi en 2000 (llegó séptimo) y 2001 (cuarto), y para Rahal en 2002 y 2003 (abandonó en ambas ediciones).
Desde 2006, Vasser ha disputado varias carreras de la Grand-Am Rolex Sports Car Series para el equipo Bob Stallings Racing.